# Amleto Frignani
Amleto Frignani (Fossoli, 5 marzo 1932 – Fresno, 2 marzo 1997) è stato un calciatore italiano, di ruolo attaccante.
Veloce ala sinistra, ma adattabile anche a destra, è stato il primo marcatore italiano, primo marcatore del Milan e primo marcatore per una squadra italiana nella storia della Coppa dei Campioni ed in generale delle moderne coppe europee, avendo realizzato al 15' del primo tempo la rete del provvisorio 1-1 nella sfida interna di andata contro il Saarbrücken, primo turno della prima edizione del torneo, disputata il 1º novembre 1955 e terminata con la sconfitta dei rossoneri per 3-4.

## Caratteristiche tecniche
Giocatore dal fisico longilineo, impostava il suo gioco sulla velocità, che era da intendere più dal punto di vista della lunga falcata che del puro scatto. Aveva buone doti di passaggio e cross, coi quali riforniva le punte, e che prediligeva alle incursioni in area.

## Carriera

### Club

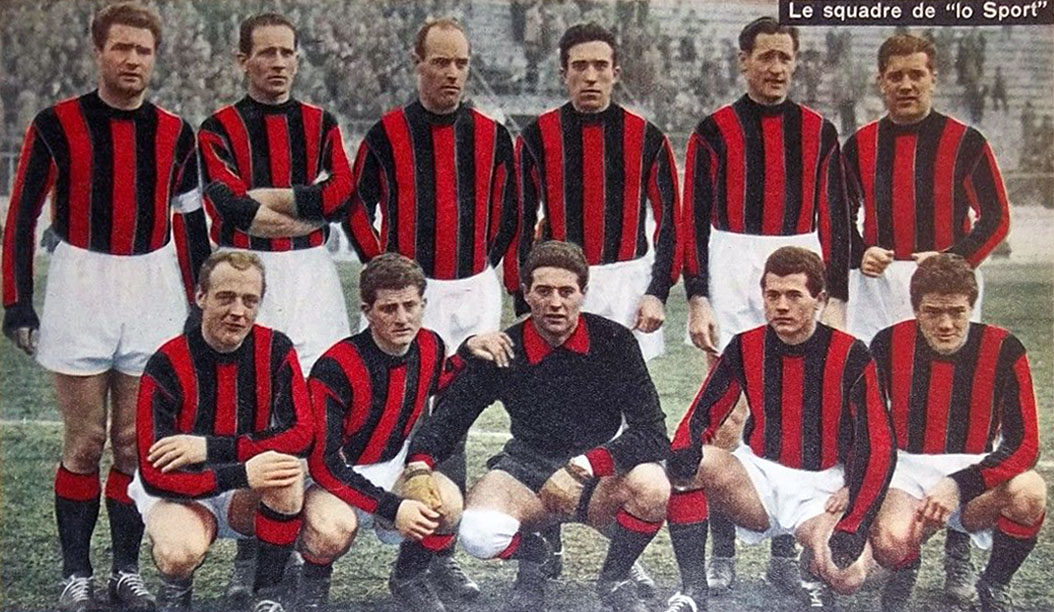
Foto di squadra pre-partita del Milan nella stagione 1954-1955. Frignani è l'ultimo in basso a destra, davanti a Gunnar Nordahl e accanto a Francesco Zagatti

Nato a Fossoli, frazione di Carpi, iniziò a giocare nella prima squadra cittadina nella stagione 1949-1950, all'età di 17 anni nella Prima Divisione dell'Emilia-Romagna, all'epoca massimo campionato regionale. Dopo un'ottima stagione tra i dilettanti, conclusa con la vittoria del titolo e l'ammissione della squadra in Promozione, passò alla Reggiana in Serie B, esordendo appena maggiorenne tra i professionisti nella prima giornata di campionato, il 10 settembre 1950, nella vittoria casalinga dei granata contro la SPAL per 2-0. Mise a referto il primo gol due settimane più tardi, al quarantasettesimo minuto di Reggiana-Livorno 2-0. Concluse la stagione con 34 presenze e 7 gol segnati. Giunse al Milan nell'estate 1951 e vi restò per cinque stagioni, di cui le prime quattro come titolare fisso, l'ultima alternandosi con l'oriundo argentino Eduardo Ricagni. Ha militato nel Milan all'epoca del Gre-No-Li, conquistando lo scudetto nella stagione 1954-1955, successo a cui contribuì attivamente realizzando 7 reti in 27 incontri disputati (fra questi una doppietta nella vittoria esterna contro la Juventus), e una Coppa Latina nella stagione seguente.
Nell'estate 1956 venne ceduto all'Udinese, dove giocò solamente una stagione, peraltro positiva per i friulani (terminata con un quarto posto in Serie A). Passò infine al Genoa, dove restò fino alla conclusione della carriera nel 1962, a 30 anni, disputando tre campionati di Serie A e, dopo le retrocessione nella stagione 1959-1960, due di Serie B. Con i grifoni vinse la Coppa delle Alpi 1962: fu protagonista della finale grazie al calcio d'angolo battuto che permise a Pietro Natta di segnare il gol della vittoria contro i francesi del Grenoble.
In carriera Frignani totalizzò complessivamente 249 presenze e 41 reti in Serie A.

### Nazionale
Fece parte della Nazionale, di cui divenne un punto fermo per alcune stagioni agli inizi degli anni '50. Nel dicembre 1952 segnò a Palermo un gol all'esordio in azzurro, nella partita contro la Svizzera terminata 2-0 in favore dei padroni di casa. Partecipò tra l'altro ai Mondiali del 1954, disputando due incontri contro il Belgio (segnando la rete del provvisorio 3-0) e ancora contro la Svizzera. Uscito dal giro delle convocazioni nel 1955, a seguito del buon campionato con l'Udinese venne richiamato in azzurro nel 1957 in occasione del vittorioso incontro a Roma contro l'Irlanda del Nord, ultima sua apparizione in Nazionale.
In totale giocò 14 partite e segnò 6 gol con la Nazionale italiana tra il 1952 e il 1957.

## Morte
È morto in California il 2 marzo 1997, il giorno successivo al suo sessantacinquesimo compleanno.
Il comune di Carpi gli ha dedicato l'impianto sportivo di Fossoli.

## Statistiche

### Presenze e reti nei club
| Stagione        | Squadra         | Campionato                     | Campionato | Campionato | Coppe nazionali | Coppe nazionali | Coppe nazionali | Coppe continentali | Coppe continentali | Coppe continentali | Altre coppe | Altre coppe | Altre coppe | Totale | Totale |
| Stagione        | Squadra         | Comp                           | Pres       | Reti       | Comp            | Pres            | Reti            | Comp               | Pres               | Reti               | Comp        | Pres        | Reti        | Pres   | Reti   |
| --------------- | --------------- | ------------------------------ | ---------- | ---------- | --------------- | --------------- | --------------- | ------------------ | ------------------ | ------------------ | ----------- | ----------- | ----------- | ------ | ------ |
| 1949-1950       | Carpi           | Prima Divisione Emilia-Romagna | 34         | 13         | -               | -               | -               | -                  | -                  | -                  | -           | -           | -           | 34     | 13     |
| 1950-1951       | Reggiana        | B                              | 34         | 7          | -               | -               | -               | -                  | -                  | -                  | -           | -           | -           | 34     | 7      |
| 1951-1952       | Milan           | A                              | 27         | 6          | -               | -               | -               | -                  | -                  | -                  | -           | -           | -           | 27     | 6      |
| 1952-1953       | Milan           | A                              | 32         | 7          | -               | -               | -               | CL                 | 2                  | 1                  | -           | -           | -           | 34     | 8      |
| 1953-1954       | Milan           | A                              | 31         | 5          | -               | -               | -               | -                  | -                  | -                  | -           | -           | -           | 31     | 5      |
| 1954-1955       | Milan           | A                              | 27         | 8          | -               | -               | -               | CL                 | 1                  | 0                  | -           | -           | -           | 28     | 8      |
| 1955-1956       | Milan           | A                              | 18         | 1          | -               | -               | -               | CC+CL              | 2+2                | 2+0                | -           | -           | -           | 22     | 3      |
| Totale Milan    | Totale Milan    | Totale Milan                   | 135        | 27         |                 | -               | -               |                    | 7                  | 3                  |             | -           | -           | 142    | 30     |
| 1956-1957       | Udinese         | A                              | 33         | 5          | -               | -               | -               | -                  | -                  | -                  | -           | -           | -           | 33     | 5      |
| 1957-1958       | Genoa           | A                              | 34         | 6          | CI              | 5               | 1               | -                  | -                  | -                  | -           | -           | -           | 39     | 7      |
| 1958-1959       | Genoa           | A                              | 24         | 3          | CI              | 4               | 1               | -                  | -                  | -                  | -           | -           | -           | 28     | 4      |
| 1959-1960       | Genoa           | A                              | 23         | -          | CI              | 1               | -               | -                  | -                  | -                  | -           | -           | -           | 24     | -      |
| Totale Serie A  | Totale Serie A  | Totale Serie A                 | 249        | 41         |                 | 11              | 2               |                    | -                  | -                  |             | -           | -           | 260    | 43     |
| 1960-1961       | Genoa           | B                              | 26         | 1          | CI              | 1               | -               | -                  | -                  | -                  | -           | -           | -           | 27     | 1      |
| 1961-1962       | Genoa           | B                              | 2          | -          | -               | -               | -               | -                  | -                  | -                  | CdA         | 1           | -           | 3      | -      |
| Totale Genoa    | Totale Genoa    | Totale Genoa                   | 109        | 10         |                 | 11              | 2               |                    | -                  | -                  |             | 1           | -           | 121    | 12     |
| Totale carriera | Totale carriera | Totale carriera                | 345        | 62         |                 | 11              | 2               |                    | 7                  | 3                  |             | 1           | -           | 363    | 67     |

### Cronologia presenze e reti in nazionale
| Cronologia completa delle presenze e delle reti in nazionale ― Italia | Cronologia completa delle presenze e delle reti in nazionale ― Italia | Cronologia completa delle presenze e delle reti in nazionale ― Italia | Cronologia completa delle presenze e delle reti in nazionale ― Italia | Cronologia completa delle presenze e delle reti in nazionale ― Italia | Cronologia completa delle presenze e delle reti in nazionale ― Italia | Cronologia completa delle presenze e delle reti in nazionale ― Italia | Cronologia completa delle presenze e delle reti in nazionale ― Italia |
| Data                                                                  | Città                                                                 | In casa                                                               | Risultato                                                             | Ospiti                                                                | Competizione                                                          | Reti                                                                  | Note                                                                  |
| --------------------------------------------------------------------- | --------------------------------------------------------------------- | --------------------------------------------------------------------- | --------------------------------------------------------------------- | --------------------------------------------------------------------- | --------------------------------------------------------------------- | --------------------------------------------------------------------- | --------------------------------------------------------------------- |
| 28-12-1952                                                            | Palermo                                                               | Italia                                                                | 2 – 0                                                                 | Svizzera                                                              | Coppa Internazionale                                                  | 1                                                                     |                                                                       |
| 26-4-1953                                                             | Praga                                                                 | Cecoslovacchia                                                        | 2 – 0                                                                 | Italia                                                                | Coppa Internazionale                                                  | -                                                                     |                                                                       |
| 13-11-1953                                                            | Il Cairo                                                              | Egitto                                                                | 1 – 2                                                                 | Italia                                                                | Qual. Mondiali 1954                                                   | 1                                                                     |                                                                       |
| 13-12-1953                                                            | Genova                                                                | Italia                                                                | 3 – 0                                                                 | Cecoslovacchia                                                        | Coppa Internazionale                                                  | -                                                                     |                                                                       |
| 24-1-1954                                                             | Milano                                                                | Italia                                                                | 5 – 1                                                                 | Egitto                                                                | Qual. Mondiali 1954                                                   | 1                                                                     |                                                                       |
| 11-4-1954                                                             | Parigi                                                                | Francia                                                               | 1 – 3                                                                 | Italia                                                                | Amichevole                                                            | -                                                                     |                                                                       |
| 20-6-1954                                                             | Lugano                                                                | Belgio                                                                | 1 – 4                                                                 | Italia                                                                | Mondiali 1954 - 1º turno                                              | 1                                                                     |                                                                       |
| 23-6-1954                                                             | Basilea                                                               | Svizzera                                                              | 4 – 1                                                                 | Italia                                                                | Mondiali 1954 - 1º turno                                              | -                                                                     |                                                                       |
| 5-12-1954                                                             | Roma                                                                  | Italia                                                                | 2 – 0                                                                 | Argentina                                                             | Amichevole                                                            | 1                                                                     |                                                                       |
| 16-1-1955                                                             | Bari                                                                  | Italia                                                                | 1 – 0                                                                 | Belgio                                                                | Amichevole                                                            | -                                                                     |                                                                       |
| 30-3-1955                                                             | Stoccarda                                                             | Germania Ovest                                                        | 1 – 2                                                                 | Italia                                                                | Amichevole                                                            | 1                                                                     |                                                                       |
| 29-5-1955                                                             | Torino                                                                | Italia                                                                | 0 – 4                                                                 | Jugoslavia                                                            | Coppa Internazionale                                                  | -                                                                     |                                                                       |
| 18-12-1955                                                            | Roma                                                                  | Italia                                                                | 2 – 1                                                                 | Germania Ovest                                                        | Amichevole                                                            | -                                                                     |                                                                       |
| 25-4-1957                                                             | Roma                                                                  | Italia                                                                | 1 – 0                                                                 | Irlanda del Nord                                                      | Qual. Mondiali 1958                                                   | -                                                                     |                                                                       |
| Totale                                                                |                                                                       | Presenze                                                              | 14                                                                    |                                                                       | Reti                                                                  | 6                                                                     |                                                                       |

### Record
- Primo marcatore della storia del Milan nella Coppa dei Campioni, in Milan-Saarbrucken 3-4 del primo turno della Coppa dei Campioni 1955-1956.
- Primo marcatore italiano nella Coppa dei Campioni, nella stessa partita indicata sopra.

## Palmarès

### Competizioni giovanili
- Torneo di Viareggio: 2

Milan: 1952, 1953

### Competizioni nazionali
- Serie B: 1

Genoa: 1961-1962
- Campionato italiano: 1

Milan: 1954-1955

### Competizioni internazionali
- Coppa Latina: 1

Milan: 1955-56
- Coppa delle Alpi: 1

Genoa: 1962